# 高胡

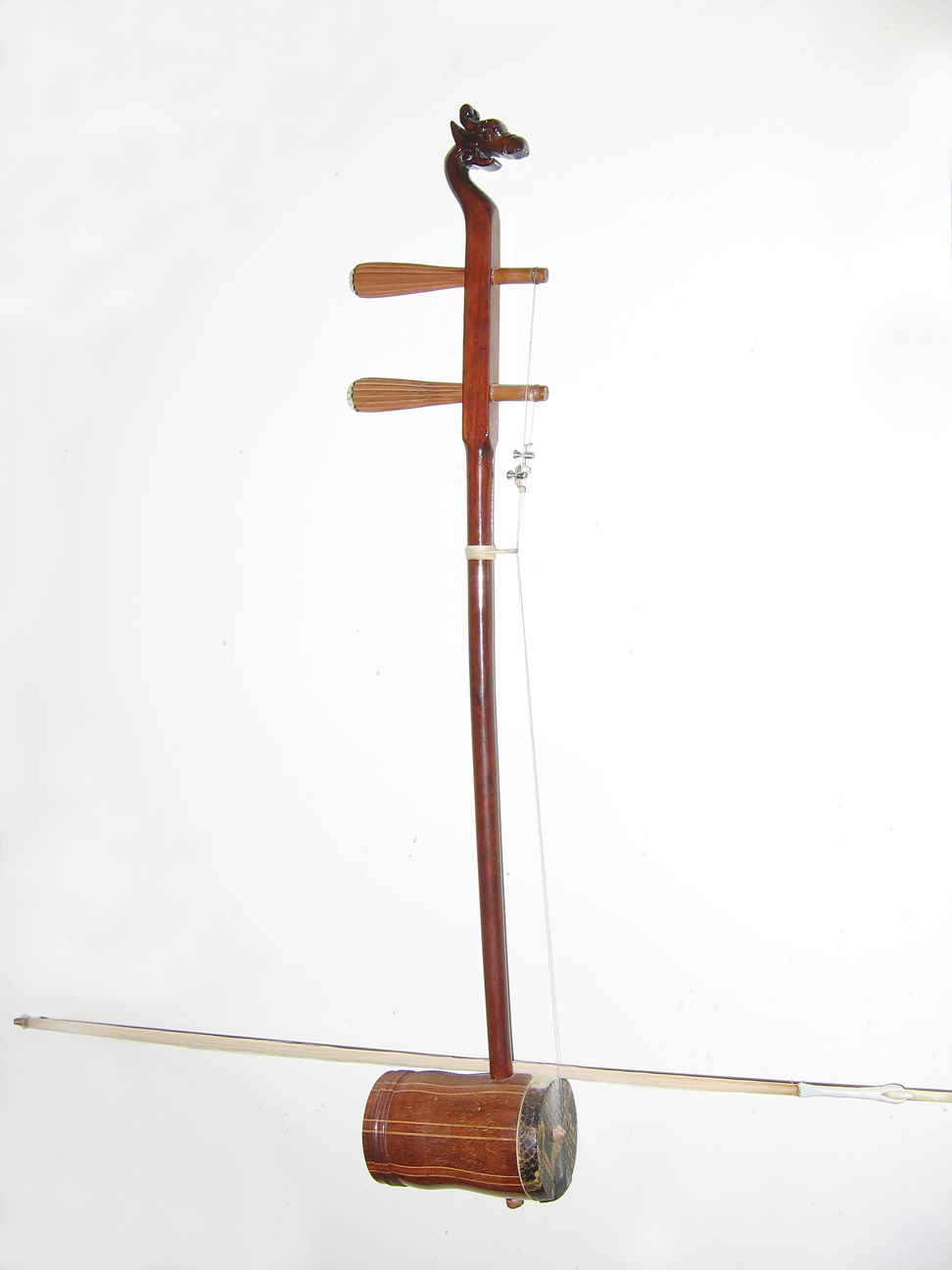
傳統粵式高胡，龍頭圓琴筒無底座，需用雙腿夾住琴筒演奏

高胡，高音二胡的簡稱，又叫粵胡，是一種弓弦樂器，於1920年代由司徒夢巖及其學生呂文成創制，取代了二弦的位置，成為廣東音樂和粵劇的主要伴奏樂器。
高胡的琴筒比二胡小，皮膜和音窗通常是圓形，定弦是G4到D5，比二胡高四度。高胡是坐著演奏，大腿夾住皮膜和音窗以控制音色、音量，並能減少狼音。演奏時皮膜向右，弓毛置於兩弦之間，弓桿置於外側。高胡的音色比二胡清澈明麗，因此常用於演奏歡快明媚的曲。
高胡原用於廣東音樂，為滿足模仿管弦樂團的民樂團對高音域弓弦樂器的需求，與二胡、中胡、板胡、大提琴（或革胡）和低音提琴（或低音革胡）組成弓弦樂器組。

## 高胡演奏家
- 陈国产（1963年）
- 呂文成（1898年－1981年）
- 劉天一（1910年－1990年）
- 甘尚時（1931年－）
- 余其偉（1953年－）（中文）
- 高潤鴻（1974年－）（粵劇拍和、粵樂）

## 高胡作品
- 呂文成
  - 《醒獅》
  - 《步步高》
  - 《青梅竹馬》
  - 《平湖秋月》
- 易劍泉
  - 《鳥投林》
- 任光
  - 《彩雲追月》
- 劉天一
  - 《魚游春水》
- 林韻
  - 《春到田間》
- 喬飛
  - 《珠江之戀》
  - 《思念》
- 劉學軒
  - 《送別》
- 蔣才如
  - 《涼山的春天》
- 譚盾
  - 《火祭》
- 劉錫津
  - 《魚尾獅傳奇》

## 視聽資料
- 《平湖秋月》（17秒長片段，呂文成作曲，余其偉高胡獨奏，古箏伴奏。）